# محمد حلاوة
محمد حلاوة (27 ديسمبر 1927 - 25 يونيو 1984) هو شاعر غنائي وكاتب أغاني مصري.

## حياته ونشأته
ولد محمد حسن حلاوة 27 ديسمبر سنة 1927، في حى كوم الدكة بمحافظة الإسكندرية، له سبعة أشقاء، وهو الابن الثانى بين السبع، وهو حفيد الشيخ حسن حلاوة صاحب المدرسة التي تتلمذ فيها سيد درويش، توفى بالقاهرة يوم 25 يونيو عام 1984.

## مسيرته
- بدأ كتابة الشعر وهو في سن صغير، وظهرت الموهبة على يد الشاعر محمد الفيومي، وأخذ ينظم الشعر وهو في العشرين من عمره.

- أغرم بأغنيات محمد عبد الوهاب وأشعار أحمد شوقي وحسين السيد.

- قدم أول أغنية للإذاعة المصرية «أنا بنت الريف المصرية»، في نهاية الأربعينيات من القرن العشرين غنتها فاطمة علي وكانت من القليلات اللواتى درسن الغناء في معهد الموسيقى العربية، من ألحان أحمد صدقي، ثم أغنية «إملا القنانى ورد لها».[3]

- ذاع صيته وغنى له عبد الحليم حافظ «لو كنت يوم على قلبى تهون» من ألحان محمد الموجي.[4]

## أعماله
كتب كلمات الأغاني لكبار المطربين ومنها؛
أغنية «مغرور» و«سماح» و«حبيبى وعينيا» و«القلب بيتنهد» و«أبو سمرة السكرة» لعبد الحليم حافظ وليلى مراد ومحمد فوزي ونجاة الصغيرة ومحمد قنديل وفايزة أحمد.